# Ponctuation (botanique)
En botanique, une ponctuation est une ouverture permettant le passage de divers éléments d’une cellule à l’autre. Les ponctuations sont constituées d'un ensemble de plasmodesmes.

## Définition et fonction
Situées sur des éléments vasculaires, les ponctuations sont des zones circulaires où les parois ne sont pas lignifiées, mais en partie hydrolysées de sorte qu'elles forment une membrane semblable à une sorte de filet. Elles permettent en particulier le passage de la sève brute entre les vaisseaux, dans le bois de printemps. Les ponctuations sont simples chez les angiospermes et dites aréolées chez les gymnospermes, car elles semblent munies d'une auréole lorsqu'on les regarde de face.
Les ponctuations sont aussi un élément de l’anatomie du bois, vue au microscope photonique. Les différences de formes des aréoles permettent de distinguer les espèces de conifères,.